# لیکن اسکلروزوس
لیکن اسکلروزوس (به انگلیسی: Lichen sclerosus (LS)) یک بیماری پوستی مزمن و التهابی با علت ناشناخته است که می‌تواند هر قسمت از بدن فرد را درگیر کند، اما بیشتر در اندام تناسلی زنان (آلت تناسلی، فرج) ایجاد می‌شود و همچنین به عنوان balanitis xerotica obliterans (BXO) شناخته می‌شود. اسکلروزوس مسری نیست. اما خطر تبدیل شدن به سرطان پوست در آن وجود دارد که به‌طور بالقوه با درمان قابل بهبود است. در زنان بزرگسال معمولاً غیرقابل درمان است، اما با رسیدگی پزشکی قابلیت بهبود نسبی دارد و اغلب اگر به درستی درمان نشود، به تدریج شدیدتر می‌شود. اکثر مردان مبتلا به بیماری در مرحله خفیف یا متوسط محدود به پیش‌پوست یا گلانس می‌توانند با درمان پزشکی یا جراحی درمان شوند.

## علائم و نشانه‌ها

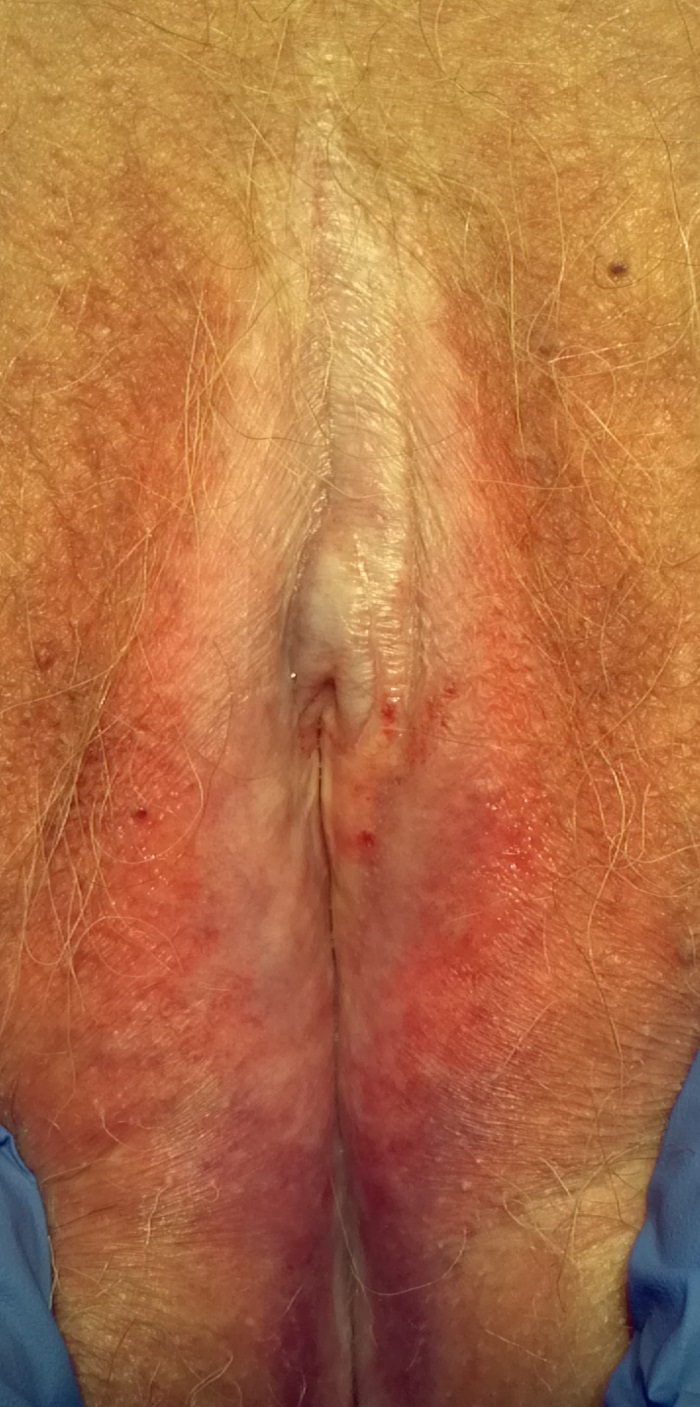
لیکن اسکلروزوس در یک زن ۸۲ ساله که رنگ سفید عاج را در فرج نشان می‌دهد و همچنین به سمت پایین تا پرینه کشیده شده.

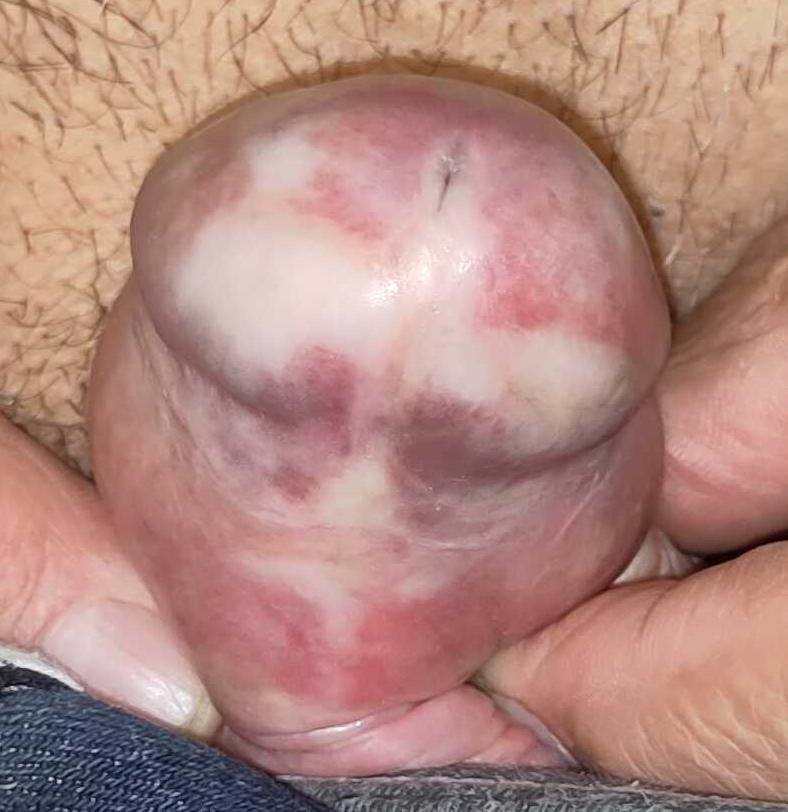
بیماری در یک مرد ۸۲ ساله.

لیکن اسکلروزوس ممکن است بدون علائم رخ دهد. لکه‌های سفید در ناحیه لیکن اسکلروزوس بدن، خارش، درد، دیسپارونی (در LS تناسلی)، کبودی راحت ایجاد می‌شود، ترک خوردن، پارگی و لایه لایه شدن و هیپرکراتوز از علائم شایع در مردان و زنان هستند. در زنان، این عارضه بیشتر در ناحیه فرج و اطراف مقعد با برجستگی سفید عاج‌ای (سفید مایل به کرم) که ممکن است صاف و درخشان باشد، رخ می‌دهد.
در مردان، این بیماری ممکن است به شکل لکه‌های سفید رنگ روی پوست ختنه گاه و باریک شدن آن (تنگی پیشانی) ایجاد شود که یک «حلقه سفت شده» را تشکیل می‌دهد که می‌تواند عقب کشیده شدن پوست آلت تناسلی (در افراد ختنه نشده) را دشوارتر یا غیرممکن کند (فیموزیس). علاوه بر این ممکن است ضایعات، لکه‌های سفید یا قرمزی روی نرمینه آلت وجود داشته باشد. برخلاف زنان، درگیری مقعدی کمتر است. تنگی مجرای ادرار نیز ممکن است رخ دهد که ادرار کردن را دشوارتر یا حتی غیرممکن می‌کند.
در پوست غیر تناسلی، بیماری ممکن است به صورت لکه‌های سفید چینی با پلاگ‌های کوچک قابل مشاهده در داخل روزنه‌های فولیکول‌های مو یا غدد عرق روی سطح ظاهر شود. در مواردی نازک شدن پوست نیز ممکن است رخ دهد.

### اثر روانی
ناراحتی ناشی از مشکلات و درد لیکن اسکلروزوس طبیعی است، همان‌طور که نگرانی در مورد عزت نفس و رابطه جنسی طبیعی است. مشاوره تخصصی می‌تواند کمک کند.
به گفته انجمن ملی ولوودینیا، که از زنان مبتلا به لیکن اسکلروزوس نیز حمایت می‌کند، شرایط ولوواژینال می‌تواند باعث احساس انزوا، ناامیدی، خودکم بینی و موارد دیگر شود. برخی از زنان قادر به ادامه کار یا داشتن روابط جنسی نیستند و ممکن است در سایر فعالیت‌های بدنی نیز محدود شوند. افسردگی، اضطراب و حتی خشم همگی پاسخ‌های طبیعی به درد مداومی هستند که بیماران LS تجربه می‌کنند.

## پاتوفیزیولوژی
اگرچه مشخص نیست که چه چیزی باعث LS می‌شود، چندین نظریه مطرح شده است. لیکن اسکلروزوس مسری نیست. نمی‌توان آن را از شخص دیگری گرفت.
عوامل خطر متعددی از جمله بیماری‌های خودایمنی، عفونت‌ها و استعداد ژنتیکی پیشنهاد شده است. شواهدی وجود دارد که LS می‌تواند با بیماری تیروئید مرتبط باشد.

### ژنتیکی
لیکن اسکلروزوس ممکن است یک ریشه ژنتیکی داشته باشد. همبستگی بالایی از لیکن اسکلروزوس بین دوقلوها و بین اعضای خانواده گزارش شده است.

### خودایمنی
خودایمنی فرآیندی است که در آن بدن نمی‌تواند بافتی از خود را بشناسد و بنابراین به آن سلول‌ها و بافت‌های خود حمله می‌کند. پادتنهای خاصی در LS یافت شده است. علاوه بر این، به نظر می‌رسد شیوع بیشتری در بیماری‌های خودایمنی مانند دیابت نوع ۱، ویتیلیگو، آلوپسی آره آتا و بیماری تیروئید وجود دارد.

### عفونت
هم پاتوژن‌های باکتریایی و هم ویروسی در اتیولوژی LS نقش دارند. یک بیماری شبیه به LS، آکرودرماتیت مزمن آتروفیکانس توسط اسپیروکت بورلیا بورگدورفری ایجاد می‌شود. نقش ویروسی HPV و هپاتیت C نیز مشکوک هستند.
ارتباط با بیماری لایم با حضور بورلیا بورگدورفری در بافت بیوپسی LSA مشاهده شده است.

### هورمون‌ها
از آنجایی که LS در زنان عمدتاً در زنان با حالت استروژن پایین (زنان قبل از بلوغ و یائسگی) یافت می‌شود، تأثیرات هورمونی مفروض شده است. اگرچه تا به امروز، شواهد بسیار کمی برای پشتیبانی از این نظریه یافت شده است.

### تغییرات پوستی موضعی
برخی از یافته‌ها نشان می‌دهند که LS می‌تواند از طریق زخم یا تشعشع شروع شود، اگرچه این یافته‌ها پراکنده و بسیار غیر معمول بودند.

## تشخیص

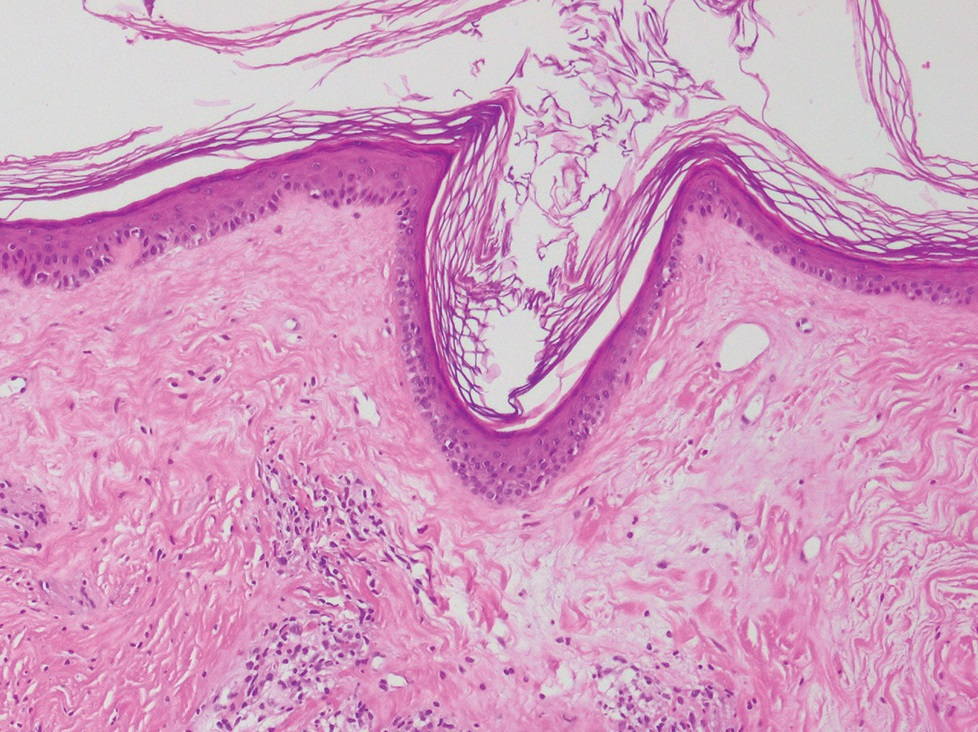
میکروگراف لیکن اسکلروزوس خارج تناسلی: آتروفی اپیدرمی، گرفتگی فولیکولی و واکوئولیزاسیون پایه، و اسکلروز با همگن سازی اولیه کلاژن در درم.

این بیماری اغلب برای چندین سال تشخیص داده نمی‌شود، زیرا گاهی به عنوان برفک یا سایر مشکلات در نظر گرفته شده و درستی تشخیص داده نمی‌شود تا زمانی که بیمار به متخصص ارجاع داده شده و مشکل شناسایی شود.
برای تأیید تشخیص می‌توان بیوپسی از پوست آسیب دیده انجام داد. هنگامی که بیوپسی انجام می‌شود، هیپرکراتوز، اپیدرم آتروفیک، اسکلروز درم و فعالیت لنفوسیتی در غشاء میانی پوست یافته‌های بافت‌شناسی مرتبط با LS هستند. نمونه‌برداری‌ها نیز از نظر علائم دیسپلازی بررسی می‌شوند.
اشاره شده است که تشخیص بالینی BXO می‌تواند «تقریباً غیرقابل انکار» باشد، اگرچه سایر بیماری‌های پوستی مانند لیکن پلان، اسکلرودرمی موضعی، لکوپلاکیا، ویتیلیگو و بثورات پوستی بیماری لایم می‌توانند ظاهری مشابه داشته باشند.

## رفتار

### درمان اصلی
هیچ درمان قطعی برای LS وجود ندارد. تغییر رفتار بخشی از درمان است. بیمار باید خاراندن آن بخش از پوست مبتلا به LS را به حداقل برساند یا ترجیحاً متوقف کند. هر گونه خراشیدگی، استرس یا آسیب به پوست می‌تواند بیماری را بدتر کند. این تئوری وجود دارد که خراشیده شدن باعث افزایش خطر ابتلا به سرطان می‌شود. علاوه بر این، بیمار باید لباس راحت بپوشد و از پوشیدن لباس‌های تنگ خودداری کند، زیرا در برخی موارد عامل اصلی در تشدید علائم است.
استفاده از کورتیکواستروئیدهای موضعی بر روی بخشی از پوست مبتلا به LS اولین درمان برای لیکن اسکلروزوس در زنان و مردان است، شواهد قوی نشان داده که در صورت استفاده مناسب، حتی در دوره‌های طولانی این درمان، «ایمن و مؤثر» است و به ندرت عوارض جانبی جدی ایجاد می‌کند. آنها اثرات تمام علائم را برای مدتی بهبود می‌بخشند یا سرکوب می‌کنند، هرچند پایداری بهبود در بین بیماران بسیار متفاوت است، و گاهی زمانی که نیاز به استفاده مجدد از آنها می‌باشد. متیل پردنیزولون آسپونات به عنوان یک کورتیکواستروئید ایمن و مؤثر برای موارد خفیف و متوسط استفاده شده است. برای موارد شدید، این نظریه مطرح است که مومتازون فوروات ممکن است ایمن تر و موثرتر از کلوبتازول باشد. مطالعات اخیر نشان داده‌اند که داروی سرکوب‌کننده سیستم ایمنی موضعی کلسینورین مانند تاکرولیموس می‌توانند اثری مشابه کورتیکواستروئیدها داشته باشند، اما تأثیر آن بر خطرات سرطان در LS به‌طور قطعی شناخته نشده است. بر اساس شواهد محدود، یک بررسی کاکرین در سال ۲۰۱۱ به این نتیجه رسید که کلوبتازول پروپیونات، مومتازون فوروات و پیمکرولیموس (مهارکننده کلسینئورین) همگی درمان‌های مؤثری برای لیکن اسکلروزوس تناسلی هستند. با این حال، کارآزمایی‌های تصادفی‌سازی و کنترل‌شده برای شناسایی بیشتر قدرت و رژیم بهینه کورتیکواستروئیدهای موضعی و ارزیابی مدت زمان بهبودی و/یا پیشگیری از عودهایی که بیماران با این درمان‌های موضعی تجربه می‌کنند، نیاز است.